# Juan Antonio San Epifanio
Juan Antonio San Epifanio Ruiz (Zaragoza, España, 12 de junio de 1959), conocido deportivamente como Epi, es un exbaloncestista español. Es considerado uno de los mejores jugadores de Europa de la década de los 80. Desarrolló toda su carrera deportiva profesional en el F. C. Barcelona, donde jugó durante 19 años. Mide 1,98 metros de altura y actuaba en la posición de alero, destacando por su gran tiro exterior. Durante toda su carrera jugó con el número 15 en la camiseta y al retirarse esta dejó de usarse en su club.
En octubre de 2021 fue incluido como jugador en el Hall of Fame del Baloncesto Español en la promoción de 2019.

## Carrera deportiva

### Inicios
Inició su relación con el baloncesto en su ciudad natal Zaragoza, en el colegio de Santo Tomás y cuando ya medía 1,82, su mejor arma en aquel momento. Epi tenía en casa dos modelos en los cuales se fijaba, sus dos hermanos mayores. De ellos Herminio jugó en varios equipos de la Liga Española de Baloncesto hasta 1982-83 y de la Liga ACB a partir de 1983-84 como el F. C. Barcelona, el Areslux Granollers, el RCD Español, o el Valvi Girona.
Estuvo a punto de abandonar la práctica del baloncesto en edad juvenil, cuando, militando en las filas de los equipos inferiores del C. N. Helios, su entrenador le dejó fuera del equipo porque no vio en él cualidades para llegar a ser un buen jugador. Esta circunstancia, lejos de acabar con su ilusión, la multiplicó. Epi se había incorporado al club a la edad de 12 años.
En 1974 se produjo un hecho que marcaría su vida: el F. C. Barcelona contrató, procedente del Kas, a su hermano mayor Herminio San Epifanio, conocido como Epi I. Antes de aceptar la oferta del club catalán, Herminio puso como condición que el Barcelona también fichara a su hermano menor Juan Antonio, que entonces tenía 15 años. “Era torpe y lento”, dijo el propio Juan Antonio al recordar aquella época. 
El Barcelona fichó a los dos y, mientras el mayor jugaba en el primer equipo, el menor fue inicialmente destinado a las filas del Colegio Alpe de Barcelona. En ese equipo empezó a progresar técnica y físicamente, y en edad juvenil, conquistó su primer gran título, el de campeón del mundo escolar. Rápidamente empezó a destacar y fue convocado por la selección española juvenil, con la que conquistó la medalla de bronce en el Eurobasket de Santiago’76. Como júnior se colgó la medalla de plata en el Eurobasket de Rosseto’78. Antes de convertirse en profesional fue internacional juvenil (8 partidos), júnior (26), y sub-22 (13).

### El F. C. Barcelona, su club de toda la vida
Cinco años después de su llegada al Barça, en 1979, Epi dio el salto al primer equipo. Fue el técnico yugoslavo Ranko Zeravica quien confió en sus cualidades. En ese año también debutó con la selección frente a Cuba en un partido jugado en Móstoles.
En el F. C. Barcelona coincidió con una gran generación de jugadores como Solozábal, Sibilio, De la Cruz, Audie Norris con los que consiguió acabar con la histórica hegemonía que el Real Madrid había ostentado en el baloncesto español, llegando a hacer del Barcelona uno de los mejores conjuntos de Europa de los años 80. 
Con el Barcelona llegó a conseguir, tras 19 años de profesional, un impresionante palmarés con 21 títulos de primer nivel, entre los que se incluyen 7 Ligas ACB y 10 Copas del Rey.
Solo le faltó por conseguir el título de campeón de la Copa de Europa de Baloncesto, pese a que disputó diversas Final Four, y en tres ocasiones la final.
Tras el éxito olímpico en Los Ángeles’84 firmó con el F. C. Barcelona un contrato que en aquella época causó impacto: 100 millones de pesetas por siete temporadas. En 1990 firmó la renovación de su contrato con el F. C. Barcelona hasta la temporada 1992-93.

### Selección nacional
En 1978, el mismo año que subió al primer equipo del F. C. Barcelona, jugó su último partido con la selección de baloncesto de España júnior, en el torneo clasificatorio para el Eurobasket disputado en Turín, anotando 34 puntos. 
Formó parte de la selección española absoluta en 239 ocasiones, siendo el segundo jugador que más veces ha vestido la camiseta de la selección, por detrás de las 253 de Juan Carlos Navarro. Es también el segundo máximo anotador de la historia de la selección con 3.330 puntos, solo superados por los 3599 de Pau Gasol. Participó en cuatro ediciones de los Juegos Olímpicos (Moscú 1980, Los Ángeles 1984, Seúl 1988 y Barcelona 1992), solo superado por Juan Carlos Navarro con cinco ediciones. Además, participó en 4 Campeonatos del Mundo de selecciones (1982, 1986, 1990 y 1994), formando parte del quinteto ideal en la edición de 1982. 
Con la selección consiguió la medalla de plata conseguida en el EuroBasket de Nantes’83, gracias a la victoria de la selección española sobre la URSS, en semifinales, con una canasta suya en los últimos segundos, y la de bronce en el EuroBasket de Roma’91. Y, sobre todo, la medalla de plata en los Juegos Olímpicos de Los Ángeles 1984, la primera medalla olímpica que conseguía el baloncesto español.
El 10 de octubre de 1993 jugó su partido internacional número 222 durante el torneo clasificatorio para el EuroBasket de 1995, con lo que batió el récord de internacionalidades que poseía hasta entonces Nino Buscató. Disputó su último partido internacional en el Mundial de 1994 y dejó su marca en las citadas 239 internacionalidades, récord que se mantuvo vigente hasta agosto de 2017, cuando lo superó Navarro.
Fue también convocado en varias ocasiones para formar parte de la Selección Europea.

### Retirada
Se retiró definitivamente al final de la temporada 1994-95. Su último partido oficial fue el quinto enfrentamiento entre F. C. Barcelona y Unicaja en la serie final de los playoff al título de la Liga ACB, disputado el 25 de mayo de 1995: ganó el Barça (73-64), con lo que se adjudicó el título de campeón. Epi jugó solo los últimos 26 segundos, pero fueron suficientes para anotar los dos últimos puntos del partido: dos tiros libres con el público del Palau Blaugrana puesto en pie. Al finalizar el partido, Epi fue paseado a hombros por sus compañeros y desde el centro de la pista confirmó, micrófono en mano, que aquel había sido su último partido como jugador profesional. Incluso el entrenador del Unicaja, Javier Imbroda, se sobrepuso a la derrota de su equipo para elogiar la figura de Epi: “Tenemos que darle las gracias por todo lo que ha hecho por el basket”, dijo. Días después, la Generalidad de Cataluña le impuso la Medalla al Mérito Deportivo. 
Una vez confirmada su retirada como jugador, el F. C. Barcelona le ofreció un cargo en el organigrama de la sección de básquet, pero lo rechazó “porque no era un cargo de máxima responsabilidad”. 
El 26 de diciembre de 1995 recibió un multitudinario homenaje en el Palau Blaugrana. El Barça se enfrentó a la Selección Europea de baloncesto y entre los diversos actos llevados a cabo en los prolegómenos del partido, el club azulgrana procedió a la retirada oficial de su camiseta con el dorsal número 15. Asimismo, el presidente del COI, Juan Antonio Samaranch, le impuso la Orden del Mérito Olímpico. Epi jugó los primeros cinco minutos y falló los dos únicos tiros que intentó. Antes de hacerlo, al dirigirse por megafonía a los 8.000 aficionados que abarrotaban el Palau, dijo: “Llevo siete meses sin jugar, perdonadme si hago el ridículo”. 
En el marco del Partido de las Estrellas de 1995, celebrado en Gerona, recibió un apoteósico homenaje por parte de la ACB, que incluso dio a conocer la compra de los derechos de una estrella que fue bautizada con el nombre de Epi. Una semana después, la ACB oficializó la incorporación de Epi a su personal directivo para asumir tareas de relaciones públicas y asesoría del presidente, Eduardo Portela. “Queremos que el basket sea cada día mejor para todos”, aseguró en su presentación.
Una vez retirado de la práctica deportiva, siguió ligado al baloncesto como comentarista televisivo en Canal+ España.

## Logros y reconocimientos
- 7 Liga catalana de baloncesto:1980, 1981, 1982, 1983, 1984, 1985 y 1989.
- 7 títulos de Liga ACB / Ligas Españolas: 1981, 1983, 1987, 1988, 1989, 1990, 1995.
- 10 Copas del Rey: 1978, 1979, 1980, 1981, 1982, 1983, 1987, 1988, 1991, 1994.
- 1 Supercopa de España de Baloncesto: 1987
- 1 Copa Príncipe de Asturias: 1988.
- 2 Recopa de Europa de Baloncesto: 1985 y 1986.
- 1 Copa Korac: 1987.
- 1 Mundial de Clubs de Baloncesto: 1985.
- 1 Supercopa de Europa de Baloncesto: 1987
- 2 Torneo Internacional ACB: 1983 y 1986
- Medalla de Oro de la Real Orden del Mérito Deportivo, otorgada por el Consejo Superior de Deportes (1994)[4]
- Orden del Mérito Olímpico del COI.
- Medalla al Mérito Deportivo de la Generalidad de Cataluña.
- Mejor Jugador de la Década de los 80, concedido por el prestigioso diario deportivo francés L'Équipe.
- Mejor Jugador de Europa en 1985, según la revista italiana especializada Giganti di Basket.
- Desde la temporada 1983-84 ostenta la segunda mejor marca de anotación individual en la historia de la Liga española, con 54 puntos anotados ante el Joventut de Badalona, en partido ganado por el F. C. Barcelona (112-109) después de una prórroga.
- Ha participado en 3 Campeonatos del Mundo (Cali 1982, España 1986 y Canadá 1994).
- Es junto con Ferran Martínez el que más partidos de la final de la Liga ACB ha disputado (29).
- El que más puntos ha conseguido en los playoff finales de la ACB (507).
- El que ha anotado más triples (46).
- El que ha estado en pista más minutos (933).
- Fue el último relevista de los que portaron la antorcha olímpica para los Juegos Olímpicos de Barcelona en 1992.
- Recibió un espectacular homenaje en el Palau Blaugrana el 26 de diciembre de 1995 en el cual se retiró oficialmente la camiseta con el dorsal 15.
- La Liga ACB compró los derechos de una estrella que fue bautizada con el nombre de Epi.
- Hall of Fame del Baloncesto Español (2019)